# Frank Stenton
Frank Stenton (ur. 17 maja 1880, zm. 15 września 1967) – brytyjski historyk, badacz dziejów anglosaskiej Anglii. 
W latach 1937–1945 był prezesem Królewskiego Towarzystwa Historycznego.  

## Wybrane publikacje
- Anglo-Saxon England, Oxford: Clarendon Press 1962.
- The Bayeux tapestry : a comprehensive survey, London: Phaidon Press 1965.

## Publikacje w języku polskim
- "Anglia w czasach anglo-saksońskich": Czas Alfreda, przeł. Jerzy Z. Kędzierski [w:] Współcześni historycy brytyjscy. Wybór z pism, oprac. i przedmową zaopatrzył Jerzy Z. Kędzierski, słowo wstępne G. P. Gooch, Londyn: B. Świderski 1963, s. 435-450.